# 平木啓子
平木 啓子（ひらき けいこ、1963年〈昭和38年〉 - ）は、日本のパラグライダー選手。北海道岩見沢市出身。東海大学工学部航空宇宙学科卒業。株式会社フィールドプロ所属。
日本ハング・パラグライディング連盟公認インストラクター、上級タンデム技能証保持者。

## 経歴
- 1992年 - パラグライダーを始める。
- 2004年 - パラグライダーワールドカップ[2]など海外大会参戦開始。
- 2009年 - スカイ朝霧に就職。インストラクターとして働きながら世界を転戦する。
- 2024年 - 競技が継続できる環境を求め、株式会社フィールドプロ[3]に移籍。競技続行の支援を受ける。グループ会社のソラトピアパラグライダースクール[4]でインストラクターとして働きつつ、競技活動を続ける。

## 戦績
- 2004年 - プレワールドカップ（ブルガリア）女子優勝
- 2005年 - 
  - ワールドカップ（ブルガリア）女子2位
  - ワールドカップ（フランス）女子3位
  - ワールドカップ（ポルトガル）女子2位
- 2006年 - プレワールドカップ（ブルガリア）総合優勝
- 2007年 - 
  - ワールドカップ（日本）女子優勝
  - ワールドカップ（イタリア）女子3位
  - ワールドカップ（アルゼンチン）女子3位
- 2008年 - 
  - 日本選手権 総合優勝
  - ワールドカップ（イタリア）女子2位
  - ワールドカップ（スイス）女子3位
- 2009年 - 
  - 世界選手権（メキシコ）女子銀メダル
  - ワールドカップ（フランス）女子2位
  - ワールドカップスーパーファイナル（イタリア）女子優勝（ワールドチャンピオン）
- 2010年 - 
  - アジア選手権（日本）女子銀メダル
  - ワールドカップ（ギリシア）女子2位
- 2011年 - ワールドカップ（コロンビア）女子2位
- 2012年 - 
  - アジア選手権（中国）総合銅メダル 女子金メダル
  - ワールドカップ（フランス）女子3位
  - ワールドカップ（ポルトガル）女子優勝
  - ワールドカップスーパーファイナル（コロンビア）女子3位
- 2013年 - 
  - ワールドカップ（南アフリカ）女子優勝
  - 直線飛行距離 日本記録更新（ブラジルにて）332km
- 2014年 - 
  - ワールドカップスーパーファイナル（ブラジル）女子優勝（ワールドチャンピオン2回目）
  - ワールドカップ（マケドニア）女子2位
  - ワールドカップスーパーファイナル（トルコ）女子2位
- 2015年 - 
  - 世界選手権（コロンビア）女子銀メダル
  - ワールドカップ（ポルトガル）女子優勝
  - ワールドカップ（スペイン）女子2位
  - 直線飛行距離 日本記録更新（ブラジルにて）353km
- 2016年 - 
  - ワールドカップ（ブラジル）女子優勝
  - ワールドカップ（ポルトガル）女子優勝
- 2017年 - 
  - ワールドカップ（エクアドル）女子2位
  - アキュラシー日本選手権 女子優勝
- 2018年 - 
  - 第18回アジア競技大会（インドネシア）パラグライダークロスカントリ部門女子団体 銀メダル
  - ワールドカップ（ブラジル）女子2位
- 2019年 - ワールドカップ（フランス）女子2位
- 2020年 - 日本選手権（茨城）女子優勝
- 2021年 - ジャパンリーグ 総合6位
- 2022年 - 
  - ワールドカップ（ルーマニア）女子2位
  - ワールドカップ（マケドニア）女子2位
  - パラグライダーワールドカップ　スーパーファイナル（メキシコ）女子準優勝
- 2023年 - 
  - 世界選手権（フランス）女子5位
  - ワールドカップアジア（韓国）女子優勝　総合4位
- 2024年 - 
  - アジア・オセアニア選手権（韓国）女子優勝　総合10位
  - ワールドカップ（フランス）女子2位

- 2025年 -
  - パラグライダーワールドカップ　スーパーファイナル（コロンビア）女子準優勝
- パラグライディング日本選手権 女子優勝実績（07 - 09、11、13、15、16、20、22）

## 出演

### テレビ
- 2013年2月10日 - 情熱大陸（MBSテレビ）
- 2022年4月11日‐小さな旅（NHKテレビ）